# Червен кръст (медал)
Медалът „Червен кръст“ е учреден с указ от цар Фердинанд I на 15 февруари 1918 г. Първоначално има 2 степени – сребърен и бронзов. По-късно е учредена и златна степен.
Медалът е даван от българската организация „Български червен кръст“ за заслуги „принесени на дружеството или изобщо на делото на милосърдието, без разлика на пол, народност и поданство“.
Представлява правилен кръг с диаметър 33 мм.
Аверс: В средата на златната степен има емайлиран бял медальон с изобразен червен кръст. Кръстът е със златен кант. Другите 2 степени имат същото изображение, като вместо медальон има кръст запълнен с вертикални канелюри. Около медальона има диаметрално разпръскващи се лъчи, а около тях кръгов надпис „БЪЛГАРСКО ДРУЖЕСТВО ЧЕРВЕН КРЪСТЪ. ЗА БЛАГОТВОРИТЕЛНОСТЬ“. Върху медалите от първата емисия е изписано „1915“ - годината, в която България се включва в Първата световна война.
Реверс: Представлява немски щит с царска корона. В него е изобразен български лъв, носещ щит със саксонския герб. Около него има лавров венец, а отдолу – дъговиден надпис „ЗА ПРИЗНАТЕЛНОСТЬ“.
Медалът се носи на триъгълна червена лента с бяла и прекъсваща зелена ивици в двата края. Поставя се в лявата страна на гърдите.